# Теменен дял
Теменният дял (lobus parietalis) е един от четирите дяла на крайния мозък.
Отпред е ограничен от централната бразда (sulcus centralis). Има една бразда, успоредна на централната (sulcus postcentralis); втора, почти хоризонтална – sulcus intraparietalis, разделя теменния дял на горна (lobulus parietalis superior) и долна част (lobulus parietalis inferior).
Функциите на теменния дял са соматосензорни, визуално-пространствени и висши когнитивни функции като математически функции и селективно внимание.